# NGC 2409
NGC 2409 é um aglomerado aberto na direção da constelação de Puppis. O objeto foi descoberto pelo astrônomo John Herschel em 1836, usando um telescópio refletor com abertura de 18,6 polegadas. 